# Montreuil-la-Cambe
Montreuil-la-Cambe – miejscowość i gmina we Francji, w regionie Normandia, w departamencie Orne.
Według danych na rok 1990 gminę zamieszkiwały 84 osoby, a gęstość zaludnienia wynosiła 9 osób/km² (wśród 1815 gmin Dolnej Normandii Montreuil-la-Cambe plasuje się na 802. miejscu pod względem liczby ludności, natomiast pod względem powierzchni na miejscu 554.).